# Chant
Chant is het ritmisch spreken of het zingen van woorden of geluiden. Een chant wordt vaak hoofdzakelijk uitgevoerd op een of twee hoogtes of tempo's met de naam reciterende toon.
Chants kunnen zich beperken tot een eenvoudige melodie met een beperkte reeks van noten tot een zeer complexe muzikale structuur met inbegrip van herhaling van muzikale subfrases, zoals grote responsories en offertorium van de gregoriaanse muziek. Chant kan als toespraak, muziek, of als een verhoogde of gestileerde vorm van toespraak worden beschouwd. 
In de late middeleeuwen evolueerde chant naar de huidige muziekvorm die een van de wortels van recentere westelijke muziek vormt. 
In het Engels is 'chant' onder meer synoniem voor 'gregoriaans'.

## Media
|  |                                                      |
|  | Pange lingua, gezongen in het Latijn (download·info) |